# 신인운수

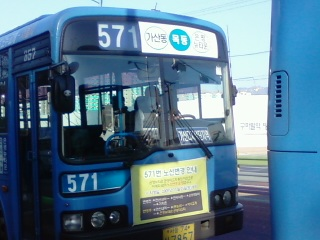
서울시내버스 571번

신인운수는 서울특별시의 시내버스 운송 업체로서, 본사는 서울특별시 금천구 가마산로 78 (가산동)에 있다. 친인척회사로 신성교통, 한일운수, 한국비알티자동차, 신성가스공업 등이 있다.

## 연혁
2004년 서울시내 버스체계 개편 이전
- 1966년 5월 23일: 서울특별시 서대문구 북가좌동 3-39번지(현 은가어린이공원)에서 회사 설립,[1][2] 55번 좌석버스 (북가좌동 - 봉천동) 운행 개시
- 1970년 4월 1일: 1970년 서울시내버스 노선번호 개편으로 55번 좌석버스에서 150번 시내버스로 변경[3]
- 1974년 6월 27일: 관악구 봉천동 516번지로 차고지 이전[4]
- 1978년: 구로구 가리봉동 535-4번지(현 금천구 가산동)로 차고지 이전, 150번 버스를 봉천동에서 가리봉동(구로3공단)으로 연장.[5]
- 1986년: 도시형버스 830번 (북가좌동 - 홍은동) 신설.
- 1988년 7월 10일: 일요일 정오 조금 지난 시긴 신림사거리에서 가리봉발 북가좌동행 버스와 앞서가던 이륜오토바이와 추돌사고로 이륜오토바이 후석 동승 여성 1인 즉사하는 사고 발생
- 2001년 1월: 도시형버스 150-3번 (가산동 - 법조단지) 폐지.
- 2004년 6월 2일: 상법상 본점 소재지를 서대문구 북가좌동 3-33에서 금천구 가산동 535-4로 이전.

2004년 서울시내 버스체계 개편 이후
- 2004년 7월 1일: 2004년 서울시내 버스체계 개편으로 기존의 150번 시내버스 폐선과 함께 북가좌동 영업소를 폐지, 가산동 본사를 기점으로 지선버스 3개/간선버스 1개 노선으로 운행하기 시작하였다.
- 2005년 4월: 지선버스 6621번(가산동↔여의도)이 폐선되었고, 동시에 지선버스 5528번 종점이 서울대학교에서 경문고등학교로 연장되었다.
- 2009년 11월: 지선버스 5528번 종점이 경문고등학교에서 사당동으로 단축되었다.
- 2012년 3월 16일: 지선버스 5528번 회차지가 사당동에서 사당역 남단으로 연장되었다.

## 운행 노선
2023년 5월 13일 기준이다.
| 운행노선 | 운행구간 | 운행구간 | 운행구간       | 배차간격 (분) | 인가 대수 | 비고                |
| -------- | -------- | -------- | -------------- | ------------- | --------- | ------------------- |
| 571번    | 가산동   | ↔        | 진관공영차고지 | 7~15          | 28        | 2004년 7월 1일 신설 |
| 5012번   | 가산동   | ↔        | 용산역         | 8~19          | 22        | 구 325번 변경       |
| 5528번   | 가산동   | ↔        | 사당역         | 7~15          | 21        | 구 150번 변경·단축  |

## 과거 운행 노선

### 지선버스
- ● 6621번: 가산동 ↔ 여의도 (2005년 4월 폐선)

## 보유 차량

#### 현대자동차
- 현대 뉴 슈퍼 에어로시티
- 현대 저상 뉴 슈퍼 에어로시티

## 같이 보기
- 서울매일버스

## 갤러리

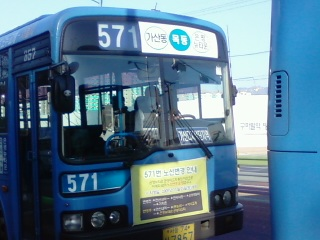
서울시내버스 571번